# Університет мистецтв Мусасіно
Університет мистецтв Мусасіно (яп. 武蔵野美術大学, むさしのびじゅつだいがく, мусасіно бідзюцу дайґаку; англ. Musashino Art University) — вищий навчальний заклад в Японії, приватний університет. Знаходиться в місті Кодайра, Токіо. Заснований 1962 року на базі Імперської школи мистецтв, утвореної 1929 року. На 2010 рік нараховує один факультет образотворчих мистецтв, який поділяється на 11 кафедр: японського живопису, народних ремесел, скульптури, архітектури, кіно, просторового дизайну та інші. Університет здійснює підготовку магістрів та аспірантів за спеціальністю образотворчі мистецтва. Форма навчання — денна і заочна. Відомий в Японії виснажливими практичними заняттями.